# Weldon (Iowa)
Weldon é uma cidade localizada no estado americano de Iowa, no Condado de Decatur.

## Demografia
Segundo o censo americano de 2000, a sua população era de 145 habitantes.
Em 2006, foi estimada uma população de 146, um aumento de 1 (0.7%).

## Geografia
De acordo com o United States Census Bureau tem uma área de
0,5 km², dos quais 0,5 km² cobertos por terra e 0,0 km² cobertos por água. Weldon localiza-se a aproximadamente 350 m acima do nível do mar.

## Localidades na vizinhança
O diagrama seguinte representa as localidades num raio de 20 km ao redor de Weldon.